# Espeland
Espeland is een plaats in de Noorse gemeente Bergen, provincie Vestland. Espeland telt 1869 inwoners (2007) en heeft een oppervlakte van 2,09 km².